# Franklin (New Jersey)
Franklin is een plaats (borough) in de Amerikaanse staat New Jersey, en valt bestuurlijk gezien onder Sussex County.

## Demografie
Bij de volkstelling in 2000 werd het aantal inwoners vastgesteld op 5160.
In 2006 is het aantal inwoners door het United States Census Bureau geschat op 5210, een stijging van 50 (1.0%).

## Geografie
Volgens het United States Census Bureau beslaat de plaats een oppervlakte van
11,8 km², waarvan 11,6 km² land en 0,2 km² water. Franklin ligt op ongeveer 206 m boven zeeniveau.

## Plaatsen in de nabije omgeving
De onderstaande figuur toont nabijgelegen plaatsen in een straal van 16 km rond Franklin.